# Ekspedycja 17
Ekspedycja 17 – siedemnasta ekspedycja na Międzynarodową Stację Kosmiczną, która rozpoczęła się w kwietniu, a zakończyła się w październiku 2008.
Załoga składała się z czterech osób, ale na stacji jednocześnie przebywały trzy osoby. Siergiej Wołkow i Oleg Kononienko dotarli na stację za pośrednictwem statku Sojuz TMA-12, natomiast Garrett Reisman oraz Gregory Chamitoff zostali dostarczeni przez amerykańskie wahadłowce.

## Załoga

### Załoga pierwsza (od kwietnia do czerwca 2008)
- Siergiej Wołkow (1), Dowódca (Rosawiakosmos/Rosja)
- Oleg Kononienko (1), Inżynier pokładowy (Rosawiakosmos/Rosja)
- Garrett Reisman (1), Inżynier pokładowy (NASA/USA)*

### Załoga druga (od czerwca do października 2008)
- Siergiej Wołkow (1), Dowódca (Rosawiakosmos/Rosja)
- Oleg Kononienko (1), Inżynier pokładowy (Rosawiakosmos/Rosja)
- Gregory Chamitoff (1), Inżynier pokładowy ISS (NASA/USA)**

(liczby w nawiasach oznaczają liczbę lotów odbytych przez każdego z astronautów)
* Wcześniej w składzie Ekspedycji 16.

** Od października 2008 w składzie Ekspedycji 18.

### Załoga rezerwowa
- Siergiej Krikalow, Dowódca (Rosawiakosmos/Rosja) (za Wołkowa)
- Maksim Surajew, Inżynier pokładowy (Rosawiakosmos/Rosja) (za Kononienkę)
- Timothy Kopra, Inżynier pokładowy (NASA/USA) (za Reismana)

## Dokowanie Sojuza TMA-12 do ISS
- Połączenie z ISS: 10 kwietnia 2008 o 12:57 UTC[2]
- Odłączenie od ISS: 24 października 2008, 00:16 UTC[2]
- Łączny czas dokowania: 196 dni, 11 h, 19 min

## Przebieg misji
Obaj astronauci: Siergiej Wołkow i Oleg Kononienko wystartowali 8 kwietnia 2008 na pokładzie statku Sojuz TMA-12 razem z południowokoreańską astronautką Yi So-yeon. Po raz pierwszy od długiego czasu załoga Sojuza składała się z samych nowicjuszy.
10 kwietnia 2008 o 12:57 UTC statek Sojuz TMA-12 zadokował do śluzy powietrznej Pirs. O 15:40 UTC luk pomiędzy statkiem a ISS został otwarty, dzięki czemu nowa stała załoga, jak i astronautka z Korei Południowej, weszła na pokład stacji.   
Po półrocznej pracy w kosmosie części ekspedycji 16, wraz z południowokoreańską astronautką powróciła na Ziemię na pokładzie Sojuza TMA-11. Na stacji pozostał jednak Garrett Reisman z ekspedycji 16.

### Progress M-64
Bezzałogowy, rosyjski statek transportowy Progress M-64 wystartował 14 maja 2008 o 20:22 UTC z kosmodromu Bajkonur. Po raz pierwszy pojazd został wyposażony w cyfrowy system sterowania. 16 maja 2008 o 21:39 UTC Progress pomyślnie zadokował do ISS przywożąc 2,1 tony wody, powietrza i pożywienia.
Do stacji zadokowany był też europejski statek transportowy ATV Jules Verne.

### Przybycie Kibō z Discovery
31 maja 2008 z Cape Canaveral na Florydzie wystartował wahadłowiec Discovery w ramach misji STS-124, której głównym celem było dostarczenie na stację japońskiego laboratorium kosmicznego Kibō wraz z robotycznym manipulatorem przymontowanym do tego modułu. Prom kosmiczny przywiózł również nowego członka załogi, który zastąpił Reismana, Gregory’ego Chamitoffa.

### Pierwszy spacer kosmiczny

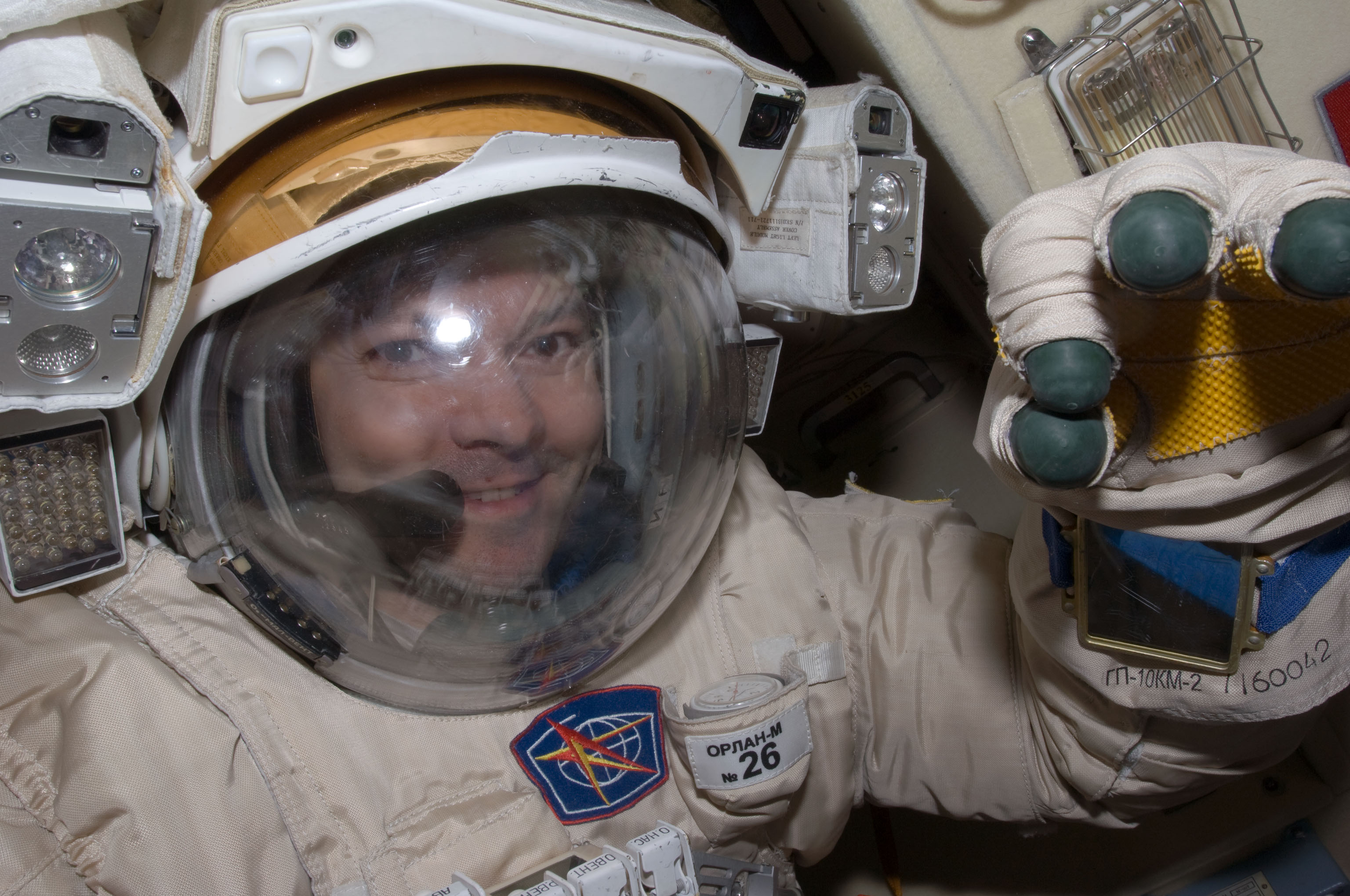
Kononienko gotowy do wyjścia na zewnątrz stacji

10 lipca 2008 odbył się pierwszy spacer kosmiczny podczas tej ekspedycji. Wzięli w nim udział kosmonauci Siergiej Wołkow i Oleg Kononienko, którzy wyszli w otwartą przestrzeń kosmiczną na 6 godzin i 18 minut. Celem EVA była inspekcja statku Sojuz TMA-12 oraz demontaż sworznia wybuchowego, którego zadaniem jest oddzielenie lądownika przed wejściem w atmosferę. Sworzeń miał zostać sprowadzony na Ziemię i dokładnie zbadany, gdyż uznano, iż usterka podobnych bolców mogła być skutkiem balistycznego lotu Sojuza TMA-10 i TMA-11.

### Drugie wyjście

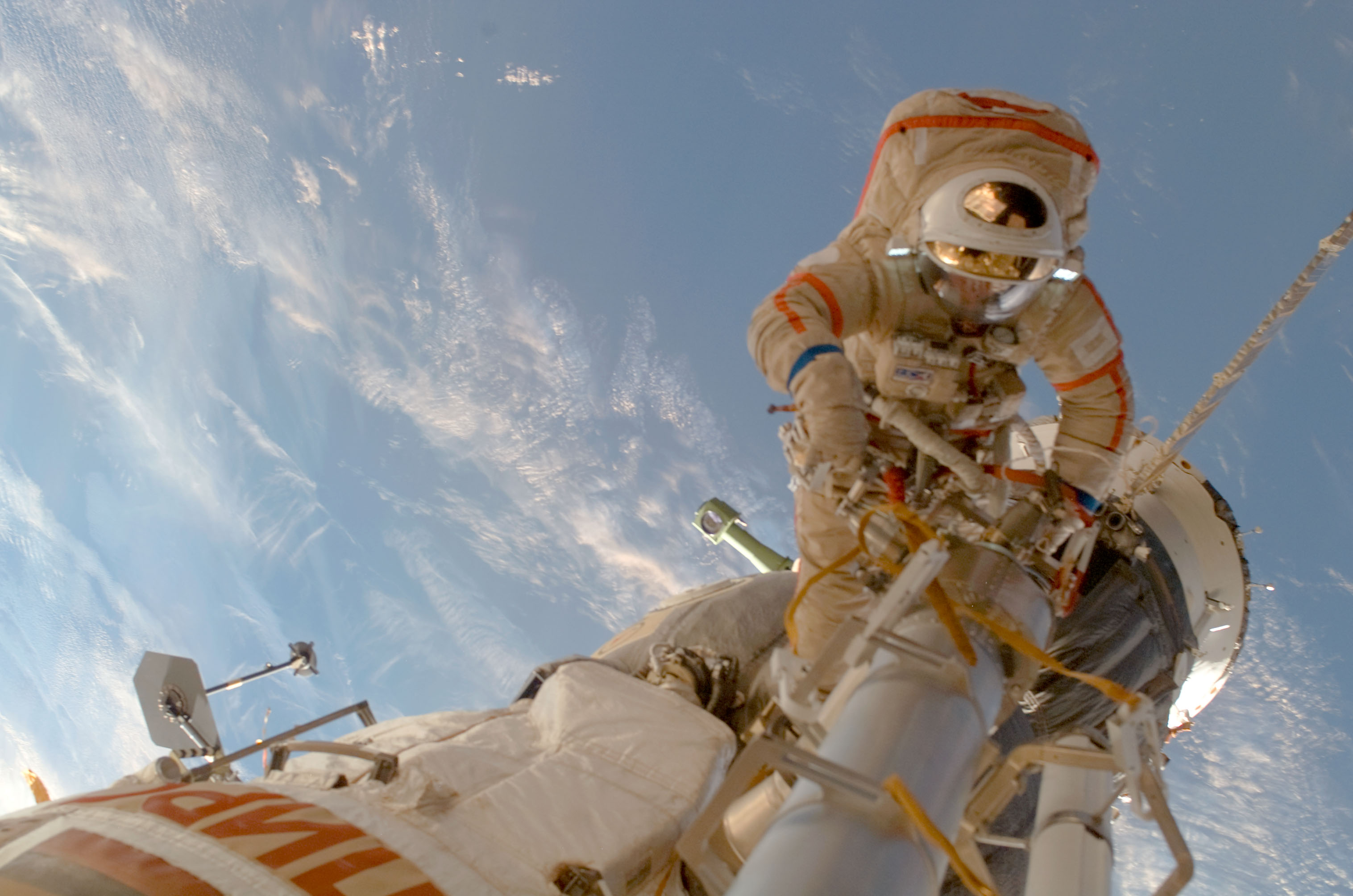
Wołkow na zewnątrz stacji

15 lipca 2008 o 17:08 kosmonauci Wołkow i Kononienko po raz drugi opuścili stację. W czasie spaceru kosmicznego zamontowali oni eksperyment Wsplesk na zewnątrz stacji i zdemontowali eksperyment Biorisk. Następnie przygotowali port cumowniczy modułu Zwiezda do zadokowania rosyjskiego Mini-Research Module 2, który miał przybyć w sierpniu 2009. Spacer kosmiczny zakończył się po 5 godzinach i 54 minutach o 23:02 UTC.